# ارنست جوزف هاریسون
ارنست جوزف هاریسون (انگلیسی: E. J. Harrison (golfer)؛ ۲۹ مارس ۱۹۱۰ – ۱۹ ژوئن ۱۹۸۲) یک گلف‌باز بود.